# Walter Lüthi
Walter Lüthi (5. ledna 1901, Günsberg – 3. září 1982, Adelboden) byl švýcarský reformovaný teolog, kazatel a publicista.
Byl stoupencem teologie Karla Bartha.